# 上宛县
上宛县，中国古县名，古书亦称上苑．上菀。
北周时宛县并入上陌县合称上宛县。位于今南阳市区及其南部地域。属南阳郡。隋开皇初改名南阳县。县治在今南阳市城区。